# 周潮洪
周潮洪（1967年—），浙江丽水人，中华人民共和国政治人物、第十二届全国人民代表大会天津地区代表。
毕业于武汉水利电力学院水力学及河流动力学专业，加入民革，担任天津市水利科学研究院副院长。2013年，被选为全国人大代表。2018年2月24日，当选为第十三届全国人大代表。